# Theo Loevendie
Theo Loevendie (Amsterdam, 17 september 1930) is een Nederlands componist.

## Loopbaan
Loevendie studeerde compositie en klarinet aan het Amsterdams Conservatorium. Lange tijd hield hij zich uitsluitend met jazzmuziek bezig. Hij won daarvoor diverse prijzen. Vervolgens doceerde Loevendie vanaf 1970 compositie aan diverse conservatoria. Tot zijn leerlingen behoorden onder anderen Svitlana Azarova, Bram Van Camp, Matthias Kadar, Vanessa Lann, Peter van Onna, Robin de Raaff, Ad Wammes en Victor Varela.
Loevendie had twee seizoenen lang (van zomer 1958 tot zomer 1960) een jazz-radioprogramma bij de VARA, getiteld Romance in jazz. Hij componeerde en arrangeerde daarvoor ongeveer 65 stukken. Bekende musici als Rita Reys, Pim Jacobs, Ruud Jacobs en Sem Nijveen speelden in het gelijknamige ensemble, dat bestond uit de in de toenmalige jazzwereld opmerkelijke bezetting van fluit, hobo, klarinet/altsaxofoon, trompet, strijkkwartet, piano, bas en drums. Loevendie heeft in diverse formaties gespeeld, waaronder het door hem opgerichte Loevendie Consort, Brevis (met onder anderen Egon Kracht), het Theo Loevendie kwintet en het Ensemble Ziggurat. Hij werkte ook samen met musici als Nedly Elstak, Boy Edgar, Harry Sparnaay en Polo de Haas. 
Vanaf 1968 schreef Loevendie ook eigentijdse klassieke muziek, waaronder opera's en orkestwerken. Diverse werken werden met prijzen bekroond. Scheidslijnen tussen klassieke muziek, jazz en improvisatie heeft hij nooit als belangrijk beschouwd. In de jaren zeventig organiseerde hij in het Amsterdamse Shaffy-Theater de STAMP-concerten (Stichting Alternatieve Muziek Praktijk), waarin avant-gardemuziek in allerlei genres ten gehore werd gebracht. 
Loevendie kreeg van NTR Zaterdag Matinee de opdracht tot het componeren van een opera over de Nederlandse filosoof Baruch Spinoza (1632-1677). De opera beslaat de gebeurtenissen in de zomer van 1655 toen de jonge Spinoza wegens zijn vrijmoedige opvattingen werd verbannen uit de joodse gemeenschap van Amsterdam. The Rise of Spinoza (2014) was Loevendies zesde opera, na Naima (1985), Gassir, the Hero (1990), Esmée (1995), Johnny & Jones (2001) en The Liberator (2008).
Andere bekende werken van hem zijn De Nachtegaal in diverse versies (1973-1981), Six Turkish Folk Poems (1977, voor ensemble en mezzosopraan) en het voor Isabelle van Keulen geschreven vioolconcert Vanishing Dances (1998). Hij heeft zich vaak laten inspireren door muziek uit Turkije, waarmee hij in aanraking kwam door zijn huwelijk met de uit Trabzon afkomstige Jale Dedeoğlu, van 1958 tot in de jaren tachtig.
In 2022-2023 maakte Loevendie in samenwerking met Wilbert Bulsink een orkestbewerking van Six Turkish Folk Poems voor het Koninklijk Concertgebouworkest, dat op 12 oktober 2023 alleen én 13 oktober 2023 samen met het orkestwerk Flexio (1979; tevens opdrachtwerk voor dit orkest) werd uitgevoerd onder leiding van Bas Wiegers.

## Boeken, cd's
In 2018 publiceerde Loevendie zijn autobiografie. Op 19 september 2020 werd een jazzfeest ter ere van zijn 90e verjaardag gehouden in het Bimhuis.
In 2021 kwam het Loeboek uit, een boek met 40 van Loevendie's jazzcomposities. Daarin staan tevens 6 'Grounds' composities in Passacaglia-achtige vorm, gecomponeerd vanaf 2018. Bijhorend een cd.
Loevendie nam veel eigen cd's op met zijn jazzbands, zijn werken werden opgenomen door onder anderen Harry Sparnaay, Polo de Haas, Atlas Ensemble, Erik Bosgraaf, Nederlands Blazers Ensemble, Rotterdams Philharmonisch Orkest, Ralph van Raat, Fie Schouten

## Prijzen
- 1969 - Edison voor de jazz-lp Stairs
- 1979 - Wessel-Ilckenprijs
- 1982 - Edison voor De nachtegaal (1979)
- 1984 - Koussevitzky International Record Award (samen met Pierre Boulez)
- 1986 - Matthijs Vermeulenprijs
- 1988 - 3M-prijs
- 2015 - Andreaspenning van de Gemeente Amsterdam